# Segama
Le fleuve Segama (en malais : Sungai Segama) est un cours d'eau de l'État de Sabah, en Malaisie, situé sur l'île de Bornéo. 

## Géographie
Le bassin fluvial a une superficie de 2 450 km2[réf. nécessaire]. Le cours d'eau prend sa source dans la vallée de Danum située dans l'est de Sabah puis coule sur 350 km[réf. nécessaire] jusqu'à son embouchure dans la Mer de Sulu. 

## Affluents
Ses affluents sont sur la rive gauche le Danum sur la rive droite le Bole.   